# إلحاد مسيحي

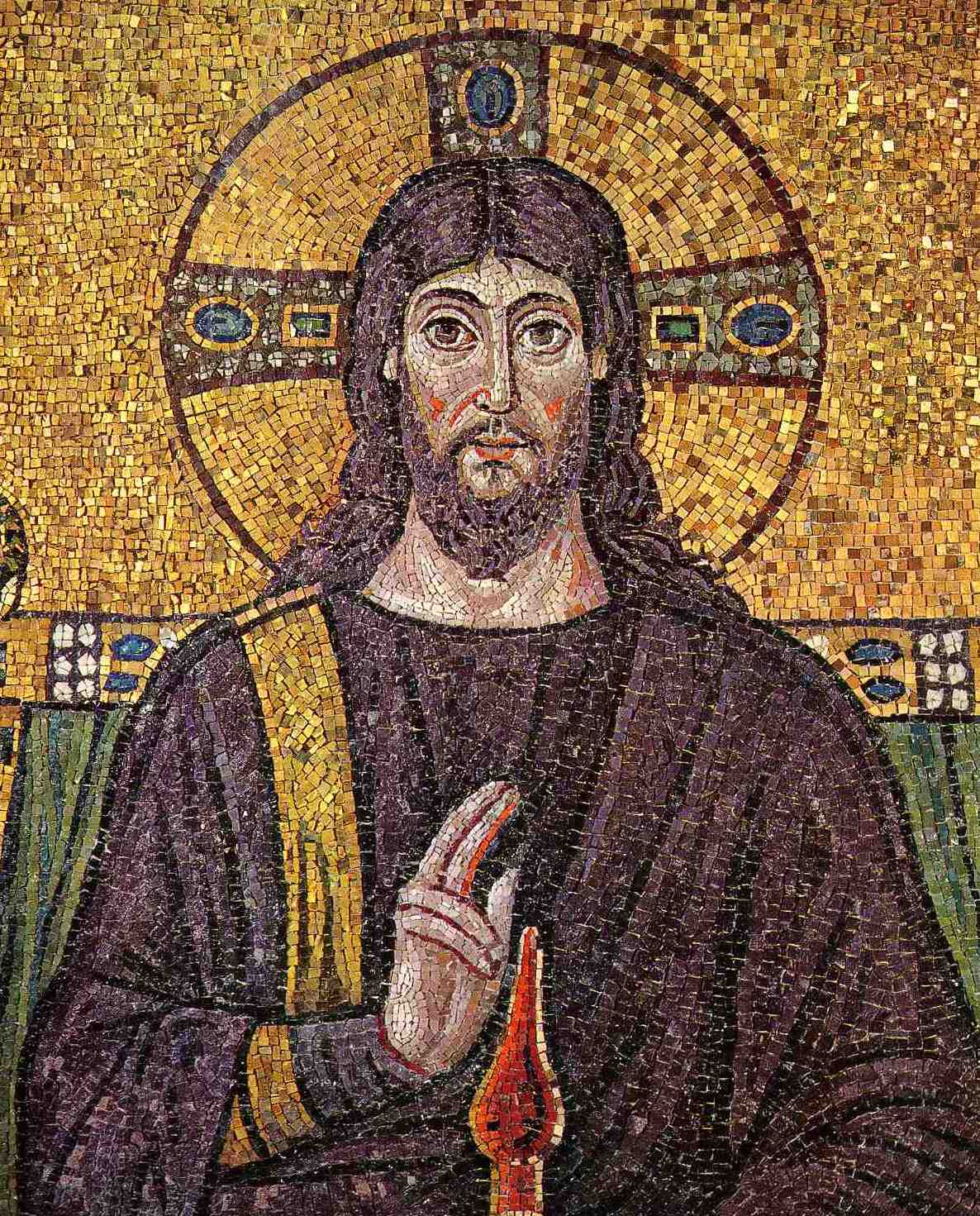

الإلحاد المسيحي هو نظام أخلاقي وعقائدي يرتكز في معتقداته وممارساته على حياة وتعاليم يسوع المذكورة في العهد الجديد، وعلى الرغم من أن معتنقيه لا يؤمنون بإله المسيحية وعدم اتباعهم للعقائد اللاهوتية المسيحية الاّ أنهم يتبعون تعاليم المسيح الأخلاقية. على الرغم من عدم ايمان الملحدين المسيحيين بالوهية يسوع الاّ أنه يحتل نقطه مركزيه في مفهومهم حيث أنّ معظم الملحدين المسيحيين يعتبرون يسوع معلم أخلاقي ومثال أعلى ويتقبلوا تعاليمه لكن مع رفض لفكرة ألوهيته إذ انهم لا يؤمنون بالله.
بحسب ويليام روان هاميلتون يسوع بالنسبة للملحدين المسيحيين ليس فقط مؤسس عقيدة أو إيمان بل هو بداية للإيمان. يُذكر أنه لا يوجد نهج مسيحي واحد نحو الإلحاد، والنهج المتبع يختلف بين الطوائف المسيحية.

## المعتقدات
يسرد كل من توماس أوجلتري وفريدريك ماركواند أستاذ الأخلاق والدراسات الدينية في كلية اللاهوت في جامعة ييل المعتقدات الشائعة الإربع للإلحاد المسيحي:
1. تأكيد على عدم واقعية الله لعصرنا، بما في ذلك مفهوم الله التي كانت جزءًا من اللاهوت المسيحي التقليدي.
2. الإصرار على السيطرة على الثقافة المعاصرة باعتبارها سمة ضرورية للعمل اللاهوتي.
3. درجات متفاوتة وأشكال من الاغتراب عن الكنيسة بشكلها الحالي.
4. الاعتراف بمركزية شخص يسوع في التفكير اللاهوتي.

### وجود الله
وفقًا لبول فان بيورين اللاهوتي، فإن كلمة الله هي نفسها «إما لا معنى لها أو مضللة». ويؤكد أنه من المستحيل أن نفكر في الله. ويقول فان بيورين أنَّه: 
«لا يمكننا تحديد أي شيء سيعتمد لصالح أو ضد حقيقة بياناتنا حول» الله "".
ويعتقد معظم الملحدين المسيحي أن الله غير موجود، ولكن هناك عدد قليل منهم ممن يؤمنون بموت الله حرفيا. يُعد توماس آلتيزير ملحد مسيحي معروف لنهجه الحرفي فيما يتعلق بوفاة الله. وكان كثيرا ما يتحدث عن موت الله كحدث تعويضي. في كتابه إنجيل المسيحية الإلحادية يتحدث عن كيف
«كل إنسان اليوم والذي يكون مفتوحا للتجربة يعلم أن الله غائب، ولكن فقط المسيحي يعلم أن الله قد مات، أن موت الله هو الحدث النهائي الذي لا رجعة فيه، وموت الله قد يحيينها في تاريخنا من جديد ويحررنا في الإنسانية.» 

### التعامل مع الثقافة
حاول اللاهوتيين بما في ذلك آلتيزير وليَّاس النظر إلى الثقافة التجريبية العلمية العصريَّة وحاولوا أن يجدوا مكانًا للدين في ذلك؛ وبحسب آلتيزير: 
«لم يعد الإيمان والعالم القدرة على الوجود في عزلة متبادلة... المسيحي الرديكالي يدين كل أشكال الإيمان التي تشتبك مع العالم». 

وذكر كولن ليَّاس وهو محاضر الفلسفة في جامعة لانكستر أنَّ: 
«الملحدين المسيحيين متحدين أيضًا في الاعتقاد بأن أي إجابة شافية لهذه المشاكل يجب أن يكون الجواب من شأنها أن تجعل الحياة مقبولة في هذا العالم، هنا والآن، والتي ستوجه الانتباه إلى المشاكل الاجتماعية وغيرها من هذه الحياة.» 

### الإنفصال عن الكنيسة
وفقًا لتوماس آلتيزير:
«المسيحي الرديكالي... يعتقد أن التقليد الكنسي هو السبب عن توقفه عن أن يكون مسيحيًا». 
وأعرب عن اعتقاده بأن المسيحية الأرثوذكسية لم يعد لديها أي معنى لبعض من الناس لأنها لم تناقش المسيحية في إطار اللاهوت المعاصر. يريد الملحدين المسيحيين أن ينفصلوا تمامًا عن معظم المعتقدات المسيحية الأرثوذكسية والتقاليد التوراتية. يذكر آلتيزير أن الإيمان لن يكون نقيًا تمامًا إذا كان مفتوحًا إلى الثقافة الحديثة. وبحسبه هذا الإيمان «لا يمكن أبدًا أن يعرف نفسه مع التقليد الكنسي أو مع شكل مذهبي أو مع طقوس معينة». ويذهب إلى القول بأنَّ الإيمان لا يُمكن أن «يكون أي تأكيد نهائي على ما يعنيه أن يكون مسيحيًا». وقال آلتيزير، «علينا عدم، كما يقول، السعي للمقدس من الخلال القول ب'لا' للتجديف الجذري في عصرنا، ولكن بالقول 'نعم' لذلك».

### مركزية يسوع
على الرغم من أنَّ يسوع لا يزال سمة أساسيَّة في معتقدات الإلحاد المسيحي، لكنه بحسب ويليام روان هاميلتون ليس مؤسس عقيدة أو إيمان بل هو بداية للإيمان بالنسبة للملحدين المسيحيين، وهو «المكان المناسب ليكون وجهة نظر». ينظر الملحدين المسيحي إلى يسوع مثالاً لما يجب أن يكون المسيحي، لكنهم لا يعتبرونه الله.
كتب هاملتون أن إتِّباع يسوع بالنسبة للملحدين المسيحيين يعني أن تكون «جنبًا إلى جنب الجار، أن تنتمي له»، ويعني لهم إتِّباع يسوع أن تكون إنسانًا، وأن تقوم لمساعدة الغير من البشر. بعض الملحدين المسيحيين الآخرين مثل توماس آلتيزير يؤمنون ويركزون على ألوهية يسوع، بحجة أن من خلاله ينفي الله التعالي من الوجود.

## بحسب الطوائف

### البروتستانتية
بحسب دراسة في هولندا فإن حوالي 42% من أعضاء الكنيسة البروتستانتية في هولندا هم لاألوهيين، ولا ينظر إلى عدم الاعتقاد بين بعض رجال الدين إليها دائمًا على أنها مشكلة. ويتبع البعض تقليد «غير الواقعية المسيحية،» والتي شرحت من قبل البريطاني دون كوبت في 1980، الذي يرى أن الله هو رمز أو استعارة وأن الخطاب الديني لا يقابله واقع متعال. كما ووجدت دراسة هاريس التفاعلي في عام 2003 أن 90% من الأشخاص الذين يعرفون أنفسهم كبروتستانت في الولايات المتحدة يؤمنون بالله، وحوالي 4% من البروتستانت الأمريكيين لا يؤمنون بوجود الله.

### الكاثوليكية
الإلحاد الكاثوليكي هو الإيمان في الثقافة والتقاليد والطقوس، وتقبل قواعد الكاثوليكية، ولكن مع رفض الإيمان بوجود الله. ويتضح ذلك في رواية ميغيل دي أونامونو (1930). وفقًا لبحث يعود لعام 2007، يعتبر حوالي 27% من الكاثوليك في هولندا أنفسهم ألوهيين، في حين أن 55% هم ربوبيين، و17% كانوا لاأدريين أو ملحدين. ما يزال كثير من الهولنديين يعتبر نفسه «كاثوليكي»، لكن يتم استخدام المصطلح في بعض التقاليد كأساس للهوية الثقافية، بدلاً من الهوية الدينية. كما ووجدت دراسة هاريس التفاعلي في عام 2003 أنَّ حوالي 8% من الكاثوليك الأمريكيين لا يؤمنون بوجود الله.

## الإنتقادات
في كتاب المسيحية المجردة، لللاهوتي سي. إس. لويس قام بالاعتراض على نسخة هاملتون للمسيحية الإلحادية والاعتراض على الإدعاء بأن يسوع كان مجرد دليل أخلاقي:
«إني أحاول هنا أن أمنع أي شخص من ترداد ذلك القول الغبي الذي نسمعه غالباً:» أنا مستعد أن أقبل بيسوع كمعلم أخلاقي عظيم، ولكني لا أقبله كالله. «فهذا هو الشيء الوحيد الذي يجب ألاّ نقوله. فإن شخصاً كان مجرد إنسان وقال مثلما قال لا يمكن أن يكون معلماً أخلاقياً عظيماً. فإمّا أن يكون مجنوناً، أو أن يكون الشيطان. عليك أن تختار. فإمّا أن يكون هذا الشخص هو ابن اللـه حقاً، وإمّا أن يكون رجلاً مجنوناً أو شيئاً أسوأ.»
حجة سي. إس. لويس، التي تعرف الآن باسم ثلاثي معضلة لويس، تعرضت لإنتقادات من بين أمور أخرى. حيث يقول الفيلسوف جون بيفيرسيلس أنَّ لويس «يحرم القراء له تفسيرات بديلة عديدة من يسوع والتي قد تحمل معها أي هذه الآثار البغيضة».

## مواقع خارجية
- Christian Atheist blog